# عباس وسیم افندی
عباس وسیم افندی (به ترکی استانبولی: Abbas Vesim Efendi) (۱۶۸۹، بورسا، ترکیه - ۱۷۶۰، استانبول، ترکیه) ستاره‌شناس، فیزیکدان، خطاط و شاعر ترک بود.
او علاوه بر زبان ترکی، زبان‌های عربی، فارسی، لاتین، فرانسه و یونانی باستان را بلد بود.
مهم‌ترین اثر وی تفسیر زیج الغ‌بیگ به زبان ترکی است که ترجمهٔ آن را به درخواست احمد مصری انجام داده‌است. وی پس از اتمام تفسیر کتاب خود را به سلطان محمود اول عثمانی پیشکش کرد. این تفسیر به زبان ترکی روان نوشته شده‌است. تمامی مثال‌های این کتاب از محاسبات خود وسیم افندی بر پایهٔ مختصات جغرافیایی استانبول است. او همچنین یافته‌های خود از تقویم‌های قدیمی ترکی، عبری و یونانی که در کتاب اصلی وجود نداشت را به آن افزود.